# Lysiosepalum involucratum
Lysiosepalum involucratum är en malvaväxtart som först beskrevs av Porphir Kiril Nicolai Stepanowitsch Turczaninow, och fick sitt nu gällande namn av Charles Austin Gardner. Lysiosepalum involucratum ingår i släktet Lysiosepalum och familjen malvaväxter. Inga underarter finns listade i Catalogue of Life.